# Justin Rennicks
Justin Gerard Rennicks (ur. 20 marca 1999 w Bostonie) – amerykański piłkarz grający na pozycji środkowego napastnika w klubie New England Revolution.

## Kariera juniorska
Rennicks zaczynał swoją karierę piłkarską w klubie New England Revolution, gdzie przyszedł w 2012 roku. Grał tam przez kolejne 5 lat. 1 stycznia 2017 roku przeniósł się on do Indiany Hoosiers w ramach college’u. Amerykanin był dwukrotnie wypożyczany z tego klubu do Boston Bolts – 1 maja 2017 roku do 1 sierpnia 2017 roku i 1 maja 2018 roku do 1 sierpnia 2018 roku. Z Indiany Hoosiers Rennicks wrócił do New England Revolution 18 stycznia 2019 roku.

## Kariera seniorska

### New England Revolution
Po powrocie do New England Revolution Rennicks zadebiutował w jego barwach 9 marca 2019 roku w meczu z Columbus Crew (przeg. 0:2). Pierwszą bramkę zdobył on w przegranym spotkaniu przeciwko Orlando City (1:2).

### North Carolina FC
Rennicks został wypożyczony do North Carolina FC 1 sierpnia 2019 roku na 4 miesiące. Debiut dla tego zespołu zaliczył on 4 sierpnia 2019 roku w przegranym 1:2 meczu z Indy Eleven. Łącznie dla North Carolina FC Amerykanin zagrał w 10 spotkaniach, nie zdobywając żadnego gola.

### New England Revolution II
Rennicks zadebiutował w barwach rezerw New England 17 września 2020 roku w spotkaniu przeciwko FC Tucson (przeg. 0:1). Pierwszą bramkę dla rezerw „The Revs” Amerykanin zdobył 20 września 2020 roku w wygranym 2:0 meczu z Union Omaha.

## Kariera reprezentacyjna

### Stany Zjednoczone U-16
Rennicks zadebiutował w reprezentacji USA U-16 19 stycznia 2015 w starciu z Rumunią (wyg. 2:0), strzelając wtedy również swojego pierwszego gola. Ostatecznie w barwach tej reprezentacji Amerykanin wystąpił 5 razy, zdobywając jedną bramkę. 

### Stany Zjednoczone U-18
Rennicks zaliczył debiut dla kadry USA U-18 16 sierpnia 2016 w starciu przeciwko Słowacji (wyg. 1:3), zdobywając wtedy swoją premierową bramkę. Łącznie dla tej reprezentacji Amerykanin rozegrał 9 meczów, strzelając jednego gola.

### Stany Zjednoczone U-20
Rennicks zadebiutował w reprezentacji USA U-20 21 marca 2018 w przegranym 2:0 spotkaniu przeciwko Francji. Pierwszego gola strzelił 1 listopada 2018 w meczu z Portorykiem (wyg. 2:0). Ostatecznie w barwach tej reprezentacji Amerykanin wystąpił 16 razy, zdobywając 5 bramek. 

## Statystyki

### Klubowe
(aktualne na dzień 18 stycznia 2023)
| Klub                      | Sezon              | Liga                | Liga  | Liga   | Puchar kraju | Puchar kraju | Suma  | Suma   |
| Klub                      | Sezon              | Liga                | Mecze | Bramki | Mecze        | Bramki       | Mecze | Bramki |
| ------------------------- | ------------------ | ------------------- | ----- | ------ | ------------ | ------------ | ----- | ------ |
| New England Revolution    | 2019               | Major League Soccer | 2     | 0      | 1            | 1            | 3     | 1      |
| New England Revolution    | 2020               | Major League Soccer | 7     | 0      | 0            | 0            | 7     | 0      |
| New England Revolution    | 2021               | Major League Soccer | 1     | 0      | 0            | 0            | 1     | 0      |
| New England Revolution    | 2022               | Major League Soccer | 17    | 2      | 2            | 0            | 2     | 0      |
| New England Revolution    | 2023               | Major League Soccer | 0     | 0      | 0            | 0            | 0     | 0      |
| New England Revolution    | Ogólnie            | Ogólnie             | 27    | 2      | 3            | 1            | 30    | 3      |
| North Carolina FC         | 2019               | USL Championship    | 10    | 0      | 0            | 0            | 10    | 0      |
| North Carolina FC         | Ogólnie            | Ogólnie             | 10    | 0      | 0            | 0            | 10    | 0      |
| New England Revolution II | 2020               | USL League One      | 8     | 4      | 0            | 0            | 8     | 4      |
| New England Revolution II | 2021               | USL League One      | 27    | 5      | 0            | 0            | 27    | 5      |
| New England Revolution II | 2022               | MLS Next Pro        | 2     | 0      | 0            | 0            | 2     | 0      |
| New England Revolution II | Ogólnie            | Ogólnie             | 37    | 9      | 0            | 0            | 37    | 9      |
| Ogólnie w karierze        | Ogólnie w karierze | Ogólnie w karierze  | 74    | 11     | 3            | 1            | 77    | 12     |

### Reprezentacyjne
| Reprezentacja          | Rok                | Mecze | Bramki |
| ---------------------- | ------------------ | ----- | ------ |
| Stany Zjednoczone U-16 | 2015               | 5     | 1      |
| Ogólnie                | Ogólnie            | 5     | 1      |
| Stany Zjednoczone U-18 | 2016               | 3     | 1      |
| Stany Zjednoczone U-18 | 2017               | 6     | 0      |
| Ogólnie                | Ogólnie            | 9     | 1      |
| Stany Zjednoczone U-20 | 2018               | 10    | 4      |
| Stany Zjednoczone U-20 | 2019               | 6     | 1      |
| Ogólnie                | Ogólnie            | 16    | 5      |
| Ogólnie w karierze     | Ogólnie w karierze | 30    | 7      |

| Mecze i gole w reprezentacji | Mecze i gole w reprezentacji | Mecze i gole w reprezentacji | Mecze i gole w reprezentacji | Mecze i gole w reprezentacji              | Mecze i gole w reprezentacji | Mecze i gole w reprezentacji | Mecze i gole w reprezentacji            |
| Stany Zjednoczone U-16       | Stany Zjednoczone U-16       | Stany Zjednoczone U-16       | Stany Zjednoczone U-16       | Stany Zjednoczone U-16                    | Stany Zjednoczone U-16       | Stany Zjednoczone U-16       | Stany Zjednoczone U-16                  |
| Lp.                          | Data                         | Miejsce                      | Gospodarz                    | Gość                                      | Wynik                        | Gol                          | Rozgrywki                               |
| ---------------------------- | ---------------------------- | ---------------------------- | ---------------------------- | ----------------------------------------- | ---------------------------- | ---------------------------- | --------------------------------------- |
| 1.                           | 19.01.2015                   |                              | Rumunia U-16                 | Stany Zjednoczone U-16                    | 0:2                          | Gol                          | Mecz towarzyski                         |
| 2.                           | 20.01.2015                   | Turgutlu                     | Norwegia U-16                | Stany Zjednoczone U-16                    | 2:0                          |                              | Mecz towarzyski                         |
| 3.                           | 22.01.2015                   |                              | Turcja U-16                  | Stany Zjednoczone U-16                    | 1:0                          |                              | Mecz towarzyski                         |
| 4.                           | 15.03.2015                   | Hendrik-Ido-Ambacht          | Holandia U-16                | Stany Zjednoczone U-16                    | 3:1                          |                              | Mecz towarzyski                         |
| 5.                           | 07.08.2015                   | Karlstad                     | Szwecja U-16                 | Stany Zjednoczone U-16                    | 2:1                          |                              | Mecz towarzyski                         |
| Stany Zjednoczone U-18       |                              |                              |                              |                                           |                              |                              |                                         |
| Lp.                          | Data                         | Miejsce                      | Gospodarz                    | Gość                                      | Wynik                        | Gol                          | Rozgrywki                               |
| 1.                           | 16.08.2016                   |                              | Słowacja U-18                | Stany Zjednoczone U-18                    | 1:3                          | Gol                          | Mecz towarzyski                         |
| 2.                           | 17.08.2016                   |                              | Węgry U-18                   | Stany Zjednoczone U-18                    | 1:3                          |                              | Mecz towarzyski                         |
| 3.                           | 20.08.2016                   | Pilzno                       | Czechy U-18                  | Stany Zjednoczone U-18                    | 2:4                          |                              | Mecz towarzyski                         |
| 4.                           | 24.04.2017                   | Jaslovské Bohunice           | Węgry U-18                   | Stany Zjednoczone U-18                    | 1:1                          |                              | Mecz towarzyski                         |
| 5.                           | 25.04.2017                   | Červeník                     | Białoruś U-18                | Stany Zjednoczone U-18                    | 1:2                          |                              | Mecz towarzyski                         |
| 6.                           | 27.04.2017                   | Jaslovské Bohunice           | Słowacja U-18                | Stany Zjednoczone U-18                    | 1:1, 3:5 p.r.k.              |                              | Mecz towarzyski                         |
| 7.                           | 28.04.2017                   | Jaslovské Bohunice           | Rosja U-18                   | Stany Zjednoczone U-18                    | 3:1                          |                              | Mecz towarzyski                         |
| 8.                           | 16.06.2017                   | Algés                        | Norwegia U-18                | Stany Zjednoczone U-18                    | 2:1                          |                              | Mecz towarzyski                         |
| 9.                           | 18.06.2017                   | Algés                        | Portugalia U-18              | Stany Zjednoczone U-18                    | 1:2                          |                              | Mecz towarzyski                         |
| Stany Zjednoczone U-20       |                              |                              |                              |                                           |                              |                              |                                         |
| Lp.                          | Data                         | Miejsce                      | Gospodarz                    | Gość                                      | Wynik                        | Gol                          | Rozgrywki                               |
| 1.                           | 21.03.2018                   | San Pedro del Pinatar        | Francja U-20                 | Stany Zjednoczone U-20                    | 2:0                          |                              | Mecz towarzyski                         |
| 2.                           | 23.03.2018                   | San Pedro del Pinatar        | Francja U-20                 | Stany Zjednoczone U-20                    | 1:2                          |                              | Mecz towarzyski                         |
| 3.                           | 01.11.2018                   | Bradenton                    | Stany Zjednoczone U-20       | Portoryko U-20                            | 7:1                          | Gol                          | Mistrzostwa Ameryki Północnej U-20 2018 |
| 4.                           | 03.11.2018                   | Bradenton                    | Stany Zjednoczone U-20       | Wyspy Dziewicze Stanów Zjednoczonych U-20 | 13:0                         | Gol · Gol                    | Mistrzostwa Ameryki Północnej U-20 2018 |
| 5.                           | 06.11.2018                   | Bradenton                    | Stany Zjednoczone U-20       | Trynidad i Tobago U-20                    | 6:1                          |                              | Mistrzostwa Ameryki Północnej U-20 2018 |
| 6.                           | 08.11.2018                   | Bradenton                    | Stany Zjednoczone U-20       | Saint Vincent i Grenadyny U-20            | 6:0                          |                              | Mistrzostwa Ameryki Północnej U-20 2018 |
| 7.                           | 09.11.2018                   | Bradenton                    | Stany Zjednoczone U-20       | Surinam U-20                              | 7:0                          | Gol                          | Mistrzostwa Ameryki Północnej U-20 2018 |
| 8.                           | 17.11.2018                   | Bradenton                    | Stany Zjednoczone U-20       | Kostaryka U-20                            | 4:0                          |                              | Mistrzostwa Ameryki Północnej U-20 2018 |
| 9.                           | 20.11.2018                   | Bradenton                    | Stany Zjednoczone U-20       | Honduras U-20                             | 1:0                          |                              | Mistrzostwa Ameryki Północnej U-20 2018 |
| 10.                          | 22.11.2018                   | Bradenton                    | Stany Zjednoczone U-20       | Meksyk U-20                               | 2:0                          |                              | Mistrzostwa Ameryki Północnej U-20 2018 |
| 11.                          | 22.03.2019                   | San Pedro del Pinatar        | Francja U-20                 | Stany Zjednoczone U-20                    | 2:2                          |                              | Mecz towarzyski                         |
| 12.                          | 18.05.2019                   | Kraków                       | Urugwaj U-20                 | Stany Zjednoczone U-20                    | 1:1                          |                              | Mecz towarzyski                         |
| 13.                          | 24.05.2019                   | Bielsko-Biała                | Ukraina U-20                 | Stany Zjednoczone U-20                    | 2:1                          |                              | Mistrzostwa Świata U-20 2019            |
| 14.                          | 27.05.2019                   | Bielsko-Biała                | Stany Zjednoczone U-20       | Nigeria U-20                              | 2:0                          |                              | Mistrzostwa Świata U-20 2019            |
| 15.                          | 04.06.2019                   | Bydgoszcz                    | Francja U-20                 | Stany Zjednoczone U-20                    | 2:3                          | Gol                          | Mistrzostwa Świata U-20 2019            |
| 16.                          | 08.06.2019                   | Gdynia                       | Stany Zjednoczone U-20       | Ekwador U-20                              | 1:2                          |                              | Mistrzostwa Świata U-20 2019            |

## Sukcesy
Drużynowo:
- Międzynarodowy Turniej imienia Václava Ježeka – z USA U-18, 2016 rok[19]
- Złoty Puchar CONCACAF U-20 – z USA U-20, 2018 rok[20]

Indywidualnie:
- Najlepszy młodzieżowy piłkarz północno-wschodniego regionu[19]